# 富士産業 (プロパンガス)
富士産業（ふじさんぎょう）は、東京都・埼玉県・千葉県・茨城県・群馬県を営業区域とするプロパンガス事業者である。

## 営業所
- 東京都 - 金町本社・金町営業所
- 埼玉県 - 八潮支店・草加営業所・杉戸営業所・行田営業所・富士見営業所・上尾営業所
- 千葉県 - 松戸営業所・白井営業所・千葉営業所・習志野営業所・八街営業所・千葉開発部
- 茨城県 - 牛久営業所・水戸営業所
- 群馬県 - 伊勢崎営業所

## 工場・関連会社
- 八潮工場（埼玉県八潮市）
- フジ高圧株式会社
  - 千葉工場（千葉県白井市）-充填・耐圧検査を行う
  - エステート部

## 沿革
- 1954年 東京都葛飾区金町4丁目に薪炭商、石井商店を開業
- 1956年 液化石油ガス設備を設置
- 1958年 有限会社 富士燃料を設立
- 1962年 埼玉県八潮市に営業所、充填所を開設、営業開始
- 1962年 有限会社 富士燃料を株式会社 富士燃料に変更
- 1966年 本社事務所を東京都葛飾区東金町2丁目17番2号に移転
- 1969年 商号を富士産業株式会社に変更
- 1977年 関連会社 フジ高圧株式会社を設立
- 1977年 千葉県白井市白井工業団地内に充填所、容器検査所を設置、その業務一切をフジ高圧株式会社に移管、営業開始
- 1985年 簡易ガス事業認可、営業開始
- 2007年 埼玉県上尾市に富士緊急センターを開設、業務開始
- 2007年11月 本社事務所を東京都葛飾区金町5丁目26番10号に移転
- 2009年2月 茨城県結城市に結城エコステーションを開設、業務開始
- 2009年5月 八潮営業所と三郷営業所が統合し、八潮支店が発足